# Ronald Brebner
Ronald Gilchrist Brebner dit Ron Brebner (né le 23 septembre 1881 à Darlington et mort le 14 novembre 1914 à Leicester) est un footballeur anglais des années 1900 et 1910 et double champion olympique.

## Biographie
En tant que gardien de but, Ronald Brebner participe avec la Grande-Bretagne aux Jeux olympiques de 1908 et de 1912. Lors de la première, bien qu'il fasse partie de l'effectif, il ne joue aucun match, néanmoins, il remporte la médaille d'or. Lors de la seconde, il est titulaire dans tous les matchs et remporte une nouvelle fois la médaille d'or.
Il joue dans quelques clubs, sans rien remporter, mais il meurt très jeune, en raison d'une blessure à la tête alors qu'il garde les buts de Leicester Fosse.

## Clubs
- Darlington FC
- Stockton FC
- Northern Nomads
- 1911-1912 : Huddersfield Town
- 1912-1913 : Chelsea FC[2]
- 1912-1914 : Leicester Fosse

## Palmarès
- Jeux olympiques
  - Médaille d'or en 1908 et en 1912